# Eunidia bifuscoplagiata
Eunidia bifuscoplagiata là một loài bọ cánh cứng trong họ Cerambycidae.